# Musik bei Nacht
Musik bei Nacht ist eine deutsche Filmkomödie von Kurt Hoffmann aus dem Jahr 1953. Sie beruht auf dem Bühnenstück Die große Kurve von Curt J. Braun.

## Handlung
Der erfolgreiche Schlagerkomponist Robert Ellin kehrt frühzeitig von seiner Tournee nach New York zurück. Seine Frau Gloria hat in seiner Abwesenheit eine große Party gegeben, die Wohnung ist von schlafenden Gästen bevölkert und Gloria selbst kehrt wenig später betrunken mit dem Eishockeyspieler Teddy Taylor zurück. Unbemerkt hört Robert mit an, wie Gloria Teddy ihre Liebe gesteht und verspricht, dass beide ihre Affäre nur kurz für die Zeit von Roberts Aufenthalt unterbrechen müssen. Nun gibt sich Robert zu erkennen und trennt sich sofort von Gloria. Er reicht die Scheidung ein, doch wird diese erst in sechs Wochen rechtskräftig. Bis dahin, so rät der Scheidungsanwalt, sollte sich Robert nichts zu Schulden kommen lassen und auch keine Affäre beginnen, um Glorias Anwälten kein Futter zu geben. Robert beschließt, für sechs Wochen Urlaub in Europa zu machen.
Im Flugzeug nach Deutschland trifft er auf George Webb, der früher für ihn Saxophon gespielt hat, nach einer Handverletzung nun jedoch Barmixer bei der Fluggesellschaft geworden ist. Weil George sich mit Robert im Flugzeug betrinkt, wird er fristlos entlassen und George nimmt ihn mit in sein Hotel. Im Flughafen wird George jedoch von den wartenden Journalisten für Robert gehalten, was Robert auf eine Idee bringt. Er tauscht mit George die Identität. George soll einfach die nächsten Wochen alle Anfragen nach Konzerten, Autogrammen oder Interviews konsequent absagen und auch keine Affäre beginnen. Er soll Robert täglich ein Telegramm zum aktuellen Stand schicken. Im Gegenzug erhält er von Robert regelmäßig Geldüberweisungen, die seinen Lebensstil finanzieren sollen. George willigt ein.
Robert flirtet in einer Bar mit der jungen Maria Bruck, die ein Lokal führt, jedoch hohe Schulden hat. Sie befindet sich im Gespräch mit Geldverleiher Hans Kersten, der es zu gerne sähe, wenn Maria ihr Lokal schließen muss. Er hofft, dass sie dann endlich frei für ihn sein wird. Aus Berechnung leiht er ihr hin und wieder Geld, das sie nicht zurückzahlen kann. Maria führt dies jedoch auf ihr gutes Verhandlungsgeschick zurück. Vor Hans gibt sie vor, dass der mit ihr flirtende Unbekannte ein Bankdirektor ist und Robert geht auf ihre Angabe ein, zumal er ihren Namen mitbekommen hat und sie bei der scheinbar freundschaftlichen Verabschiedung „Mariechen“ nennen kann. Er folgt ihr mit seinem Wagen und kommt bei eisglatter Fahrbahn ins Schleudern. Seinen Unfall sieht Maria im Rückspiegel und ist entsetzt. Sie sucht ihn wenig später im Krankenhaus auf. Aus „seinem“ Personalausweis weiß sie, dass er George Webb heißt und Barmixer ist. Sie bietet ihm eine Arbeit in ihrem Lokal an. Hier wird Robert von Oberkellner Joseph eingearbeitet und kann bald köstliche Cocktails in Eigenkreation mixen. Er zeigt sein musikalisches Talent am gepfändeten Klavier und bringt mit seinem Spiel die Gäste zum Tanzen. Zudem versorgt er die Besucher heimlich mit Geld, damit sie die verzehrten Speisen auch bezahlen können: Marias Lokal geht zwar gut, doch sind die Stammkunden arme Künstler, die zu oft die Zeche prellen müssen. Eines Tages muss Maria in kurzer Zeit 5000 Mark aufbringen, um akute Schulden zu begleichen. Sie bringt Hans dazu, dass er die Möbel des Lokals als Sicherheit für die Geldzahlung akzeptiert. Sie hat jedoch vergessen, dass die Möbel bereits an den Fleischer verpfändet wurden. Würden beide das Geld zurückfordern und den Pfand an Geldes Stelle akzeptieren, käme der Schwindel raus und Maria würde eine Gefängnisstrafe drohen. Heimlich bricht Robert bei Hans ein, entwendet den Pfandschein und hinterlässt stattdessen 5000 Mark.
George telegrafiert Robert eines Tages, dass er beschattet werde. Entgegen der Abmachung sucht er das Lokal auf, in dem Robert arbeitet, doch ist der außer Haus. Hans findet das Telegramm von George, in dem von Beschattung die Rede ist. Er glaubt nun, dass Robert ein Krimineller ist, der von der Polizei gesucht werde. Maria, die sich in Robert verliebt hat, ist enttäuscht. Ihr schlechter Eindruck verstärkt sich, als ein Schuldeneintreiber bei Robert erscheint, der Alimente fordert, habe George doch in Australien eine Frau und zwei Kinder, für die er zahlen müsse. In Georges Hotelzimmer wiederum steht kurze Zeit später Gloria, die sichergehen will, dass Robert wie auch sonst immer zu ihr zurückkehren werde. Sie glaubt nun, dass Robert von George ermordet wurde, doch gelingt George die Flucht aus dem Hotel. Robert wird nun als vermeintlicher Hochstapler gesucht. Die Polizei erwartet ihn in Marias Lokal und Robert gibt sein Inkognito auf. Ihm glaubt niemand und auch Gloria will sich an ihm rächen und gibt bei der Gegenüberstellung vor, Robert nicht zu kennen. Robert kann fliehen und erwartet Gloria und Teddy in Glorias Wagen. Hier eröffnet ihm Gloria, dass die Scheidung bereits rechtskräftig ist – Robert dachte, es sei erst in drei Tagen soweit. Er ruft Maria nun jeden Tag an, bis sie ihm eröffnet, dass sie mit Hans in den Urlaub fahren werde und das Lokal verkaufen will. Es gelingt Robert, seine wahre Identität durch seinen Manager bestätigen zu lassen. Anschließend fährt er Maria nach, die mit Hans recht langsam per Auto gen Österreich unterwegs ist. Als Hans erkennt, dass Robert hinter ihnen im Wagen fährt, führt das bei Maria zu einer Vollbremsung und erneut verursacht Robert einen Autounfall. Hans schleppt ihn ab. Wenig später sind Robert und Maria ein Paar. Sie arbeiten wieder im Lokal und George begeistert mit seinen Cocktails, auch wenn er die raffinierten Eigenkreationen Roberts zu Josephs Leidwesen nicht hinbekommt.

## Produktion
Musik bei Nacht wurde vom 16. Februar bis zum 14. März 1953 im Atelier der Bavaria Film in Geiselgasteig gedreht. Die Außenaufnahmen entstanden in München und Umgebung.  Die Kostüme schufen Anni Graf und Werner Schmidt, das Szenenbild stammt von Robert Herlth. Der Film erlebte am 17. Juli 1953 im Düsseldorfer Apollo seine Kinopremiere. Im Jahr 2009 erschien der Film auf DVD.
Der Filmtitel ist der Name einer  Komposition von Robert Ellin, die dieser im Film anspielt.

## Kritik
„An einem landläufigen Kinomärchen […] entzündeten das Autorenpaar Johanna Sibelius und Eberhard Keindorff und der hochbegabte Regisseur Kurt Hoffman das kleine Wunder: ein fixes, anmutiges, durchweg pointiertes deutsches Filmlustspiel“, schrieb Der Spiegel anlässlich der Filmpremiere 1953.
Der film-dienst nannte den Film ein „mittelmäßiges musikalisches Lustspiel mit herkömmlicher Verwechslungs- und Situationskomik und verlogenem Weltbild.“